# Halo 2
Halo 2 er opfølgeren til Xbox-spillet Halo: Combat Evolved og blev udgivet i 2004. Halo 2 er et first-person shooter-skydespil udviklet af Bungie Studios,udgivet til Xbox efteråret 2004, spillet solgte for 125 millioner US dollars i løbet af 24 timer.
Halo 2 er spilbart over Xbox Live, men spillet har også en omfattende singleplayerdel. Halo 2 er et af de mest spillede spil over Xbox Live og det mest sælgende spil til Xbox nogensinde.